# Die etruskische Vase
Die etruskische Vase (frz. Le Vase étrusque) ist eine Novelle des französischen Schriftstellers Prosper Mérimée, die im Januar 1830 in der Literaturzeitschrift „Revue de Paris“ veröffentlicht wurde. Die erste Übertragung ins Deutsche – besorgt von Adolf Laun – kam 1872 heraus.
Ein junger Mann aus der besten Pariser Gesellschaft muss erkennen, die Zweifel an der Treue der Geliebten waren unzutreffend. Er bestraft sich für seinen Wankelmut.

## Handlung
Der Pariser Dandy Auguste Saint-Clair verliebt sich in die hübsche Gräfin Mathilde de Coursy, schwebt im siebenten Himmel und ist überzeugt, er sei der erste und einzige Mann, dem die junge Witwe seine heißen Küsse erwidert. Für Saint-Clair gilt es als ausgemacht, nachdem Mathilde das Trauerjahr hinter sich hat, wird umgehend geheiratet.
Das Zutrauen der Pariser Gesellschaft hat sich der junge Saint-Clair durch unbedachte Erwiderungen in manchem Salon verscherzt. Der schöne Rittmeister Alphonse de Thémines redet nicht nur abfällig über Saint-Clair hinter dessen Rücken, sondern behauptet vor Freunden und Bekannten, der verstorbene Italienreisende Massigny habe zu Lebzeiten der Gräfin de Coursy den Kopf verdreht.
Als ihm das zu Ohren kommt, stellt der entsetzte Saint-Clair fest, er war gar nicht der erste und einzige Geliebte seiner frisch verwitweten Mathilde. Tief erschrocken erinnert er sich an jene etruskische Vase auf Mathildes Kamin. Dieses Gefäß war eine Gabe Massignys nach einer seiner Italienreisen gewesen.
Einerseits kann sich Saint-Clair nicht von der Geliebten trennen und andererseits möchte er keinesfalls als der Nachfolger Massignys gelten. Nach Monaten des Zauderns beleidigt er auf einem Ausritt den Rittmeister de Thémines. Noch vor dem unvermeidlichen Duell kann Saint-Clair nicht anders – er spricht Mathilde auf das Gerede um Massigny an. Mathilde gesteht, Massigny habe sich in der Tat nach einer seiner Italienreisen in sie verliebt. Gemeinsam mit ihrer Cousine Julie habe sie den armen Massigny in einer Abendgesellschaft daraufhin bloßgestellt. Julie habe eine Liebeserklärung Massignys an Mathilde verlesen und den Brief an sich adressiert ausgegeben.
Noch nie hat Saint-Clair seine Mathilde so geliebt wie nach diesem klärenden Gespräch, zumal da die Gräfin die etruskische Vase, das seltene Stück, das den Kampf eines Lapithen gegen einen Zentauren zeigte, auch noch auf dem Fußboden in tausend Stücke zerschmettert hatte.
Bei dem Duell soll das Los über den ersten Schuss entscheiden. Saint-Clair besteht darauf – de Thémines soll zuerst schießen. Der Rittmeister erschießt seinen Gegner. Die Gräfin siecht dahin und stirbt nach einigen Monaten an einem Brustleiden.

## Rezeption
- Mérimée habe seinen Freund Stendhal als Vorbild für die Figur des Auguste Saint-Clair genommen.[3]

## Deutsche Ausgaben
- Otto Görner (Hrsg.): Die etruskische Vase, S. 245–272 (Übersetzer: M.M.) in Prosper Mérimée: Carmen und andere Novellen. H. Fikentscher Verlag, Leipzig 1932 in der Hafis-Lesebücherei. 317 Seiten

### Verwendete Ausgabe
- Die etruskische Vase. S. 44–72 in Prosper Mérimée: Auserlesene Novellen (enthält noch: Tamango. Federigo. Colomba. Carmen. Die Venus von Ille. Das Gäßchen der Madama Lucrezia. Das Blaue Zimmer). Übersetzer: Helmut Bartuschek (1951). Mit einer Einleitung von Herbert Kühn. Dieterich’sche Verlagsbuchhandlung zu Leipzig 1965 (5. Aufl., Lizenz Rudolf Marx). 398 Seiten